# ماهرخی
ماهرخی، روستایی از توابع بخش بیرانوند شهرستان خرم‌آباد در استان لرستان کشور ایران است.

## جمعیت
این روستا در دهستان بیرانوند جنوبی قرار دارد و براساس سرشماری مرکز آمار ایران در سال ۱۳۸۵، جمعیت آن زیر سه خانوار بوده است.